# Модерно
Модерно (лат. modernus), као појам први пут се појавио код Касиодора у 6. вијеку да обиљежи неку нову и скорашњу појаву. Модерно је термин којим се обиљежава укус, мишљење и концепција једне епохе, насупрот претходне или претходних епоха. У овом значењу није временски и историјски одређена категорија, већ се употребљава као ознака различитих појава из различитих стилских и књижевно-историјских периода. Готика је модерна у односу на романику, за Фридриха Шлегела умјетност романтизма је модерна умјетност, а за Мадам де Стал модерни су митови које обрађује Волтер, итд. 
У другој половини 19. вијека, појам модерно губи своје првобитно и ванвременско значење и везује се за одређену умјетничку концепцију и одређени процес умјетничког развоја, који се разликује од реалистичке концепције по свом релативизму, ирационализму и либерализму. Под модерним у овом значењу подразумијевају се одређени принципи, који карактеришу, углавном, умјетност и књижевност 20. вијека. По ријечима естетичара Татаркијевича, то су сљедећи принципи: умјетност је изражавање; она не мора да се саображава правилима; она је стваралачка; она је дио интуиције; у њој је важна једино форма; она нема другог циља осим узбуђивања; она је у стању да по савршенству надмаши природу; она не подражава природу, она је изобличава и ствара форме које у њој не постоје; њена љепота је субјективна: апстрактна љепота коју ствара човјек може да надмаши љепоту органских форми, и друго. Супротност модерном је класично. 